# 小城城
小城城（おぎじょう）は、佐賀県小城市にあった日本の城（平山城）。

## 概要
小城市小城町の平坦地に位置する。正式には城ではなく館（陣屋）だが、小城城と呼ばれる。元和3年（1617年）に小城藩の藩祖・鍋島元茂が築いた。代々の藩主が居城とし、明治維新の際に解体された。